# Erignathus barbatus
La  foca barbuda (Erignathus barbatus) es una especie de mamífero pinnípedo de la familia Phocidae. Es de tamaño mediano y habita en el Océano Ártico y en sus proximidades. 

## Taxonomía
La especie es la única integrante del género Erignathus y toma su nombre genérico de dos palabras griegas (eri y gnathos) que hacen referencia a su mandíbula prominente. La otra parte de su nombre  linneano significa barbuda y hace referencia a su característica más distintiva, sus muy abundantes y conspicuos bigotes. Se reconocen dos subespecies de foca barbuda:
- Erignathus barbatus barbatus
- Erignathus barbatus nautica

## Características

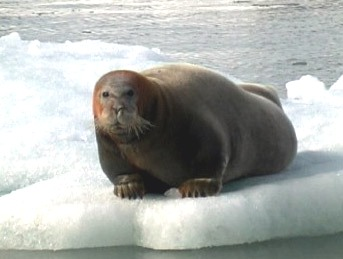
Foca barbuda sobre el hielo en Svalbard.

Los aspectos distintivos de esta foca sin pabellón auditivo incluye aletas frontales cuadradas y gruesos bigotes en su hocico. Los adultos poseen un tono gris amarronado, más oscuro en su dorso; ocasionalmente con una manchas en la espalda o puntos oscuros en sus flancos. Ocasionalmente su cara y cuello son de color rojizo-amarronado. Las crías de la foca barbuda nacen con una piel gris-amarronada con manchones blancos esparcidos en su espalda y cabeza. La foca barbuda es la única de la subfamilia Phocinae que posee dos pares de pezones, una característica que también se presenta en las focas monje.
Alcanza una longitud de 2.25 m a 2.7 m medida del extremo de su hocico hasta su cola, llegando a pesar entre 275 kg a 340 kg. Ambos sexos tienen dimensiones similares. 
Esta especie es la fuente de alimento primaria del oso polar y de los inuit de las costas árticas. El nombre inuktitut de la foca es ugyuk o oogrook. La piel de la foca se utiliza para recubrir un bote con armazón de madera denominado umiak.
El cuerpo de la foca barbuda posee un contenido graso de entre el 30% al 40%.

## Caza y dieta
Primariamente bentónica, la foca barbuda se alimenta de una variedad de presas pequeñas que encuentra en el fondo del océano, incluidos almejas, calamares, y peces. Sus bigotes le sirven a guisa de sensores de los sedimentos blandos del fondo marino. Los adultos no se sumergen a grandes profundidades, prefiriendo zonas costeras de no más de 300 m de profundidad. Sin embargo los cachorros menores a un año de edad, se aventuran a profundidades de hasta 450 m.

## Reproducción y ciclo de vida

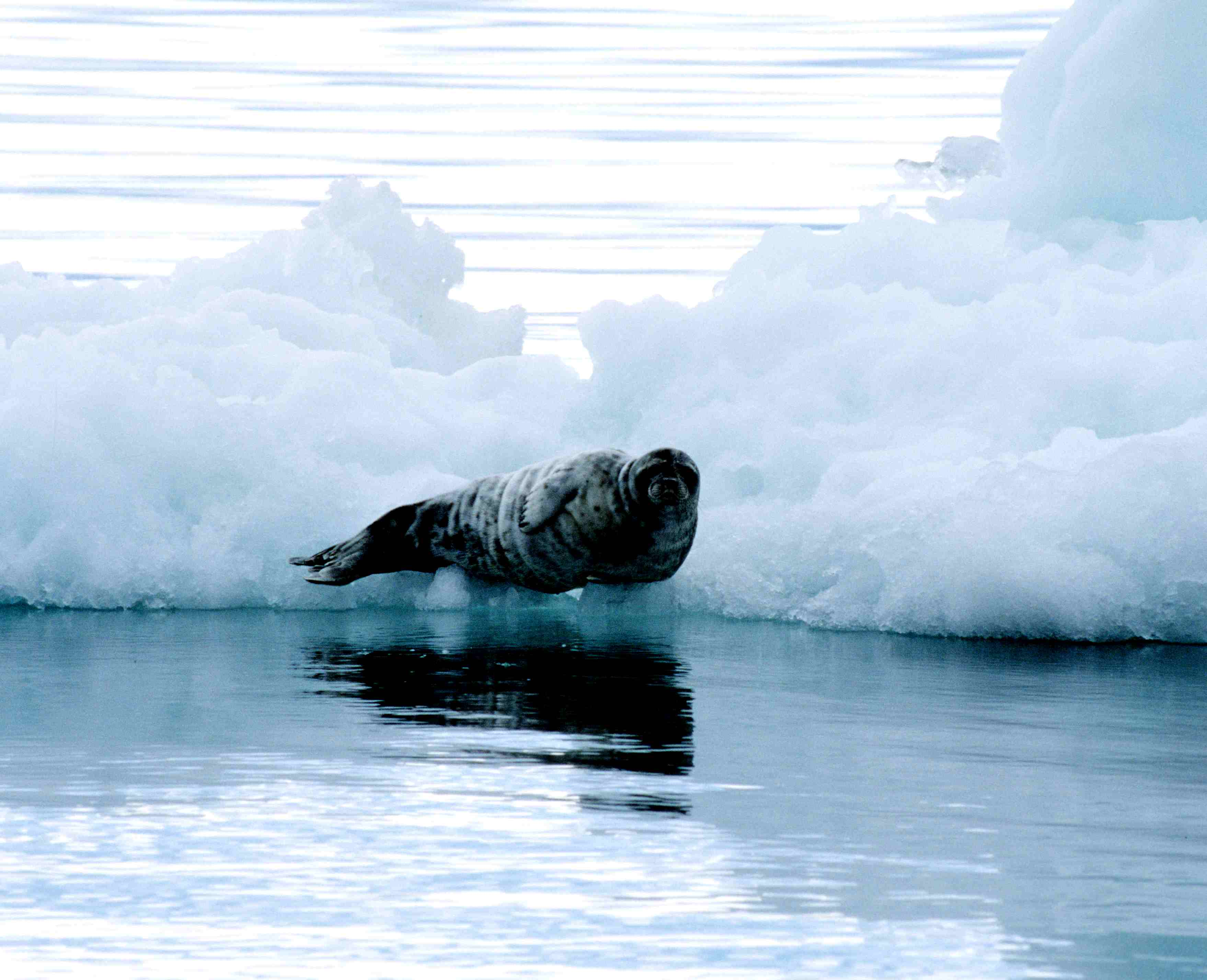
Foca barbuda sobre una placa de hielo en Wager Bay (Parque nacional Ukkusiksalik, Nunavut, Canadá).

La foca barbuda da a luz en primavera. En el Ártico canadiense, las hembras dan a luz sus cachorros durante el mes de mayo. Mientras que en Alaska, algo más al sur, la mayoría de las crías nace a fines de abril. Las crías nacen sobre pequeños trozos de hielo a la deriva en aguas poco profundas, pesando al nacer unos 30 a 40 kg. A las pocas horas de nacer la cría entra al agua, y rápidamente se transforman en avezados buceadores. Las madres atienden a sus crías durante 18 a 24 días, durante este lapso los cachorros crecen un promedio de 3.3 kg por día. Durante esta época, los cachorros consumen en promedio unos ocho litros de leche por día. Al momento del destete, las crías han crecido hasta alcanzar un peso de unos cien kg.
Justo antes de que los cachorros sean destetados, comienza un nuevo ciclo de apareamiento. Las hembras ovulan al final de su período de amantamiento, pero permanecen junto a sus cachorros, listas para defenderlos. Durante la temporada de apareamiento, los machos "cantan," emitiendo una nota prolongada ondulante que concluye en una especie de gemido o suspiro. Este sonido puede servir para atraer a las hembras, o puede ser utilizado por los machos para reclamar su territorio o su disponibilidad para reproducirse. Los machos ocupan las mismas áreas año tras año.
Al igual que muchos mamíferos del ártico, la foca barbuda posee una estrategia reproductiva denominada implantación diferida. Esto significa que el blastocito no se implanta hasta dos meses después de haberse realizado la fertilización, implantándose más a menudo en el mes de julio. Por lo tanto el período total de gestación es de unos once meses después de la fecundación, si bien el período activo de gestación es de nueve meses posteriores a la implantación.

## Estado de conservación
En 2008, el Servicio Nacional de Pesca Marina (National Marine Fisheries Service) de los Estados Unidos inició una revisión del estatus de la especie según la Ley para la Protección de Mamíferos Marinos (Endangered Species Act) (ESA) para determinar si es justiflicable la inclusión de esta especie como amenazada.

## Subespecies
Existen dos subespecies reconocidas de esta foca:
- Erignathus barbatus barbatus
- Erignathus barbatus nautica